# Czarnocin (Święty Krzyż)

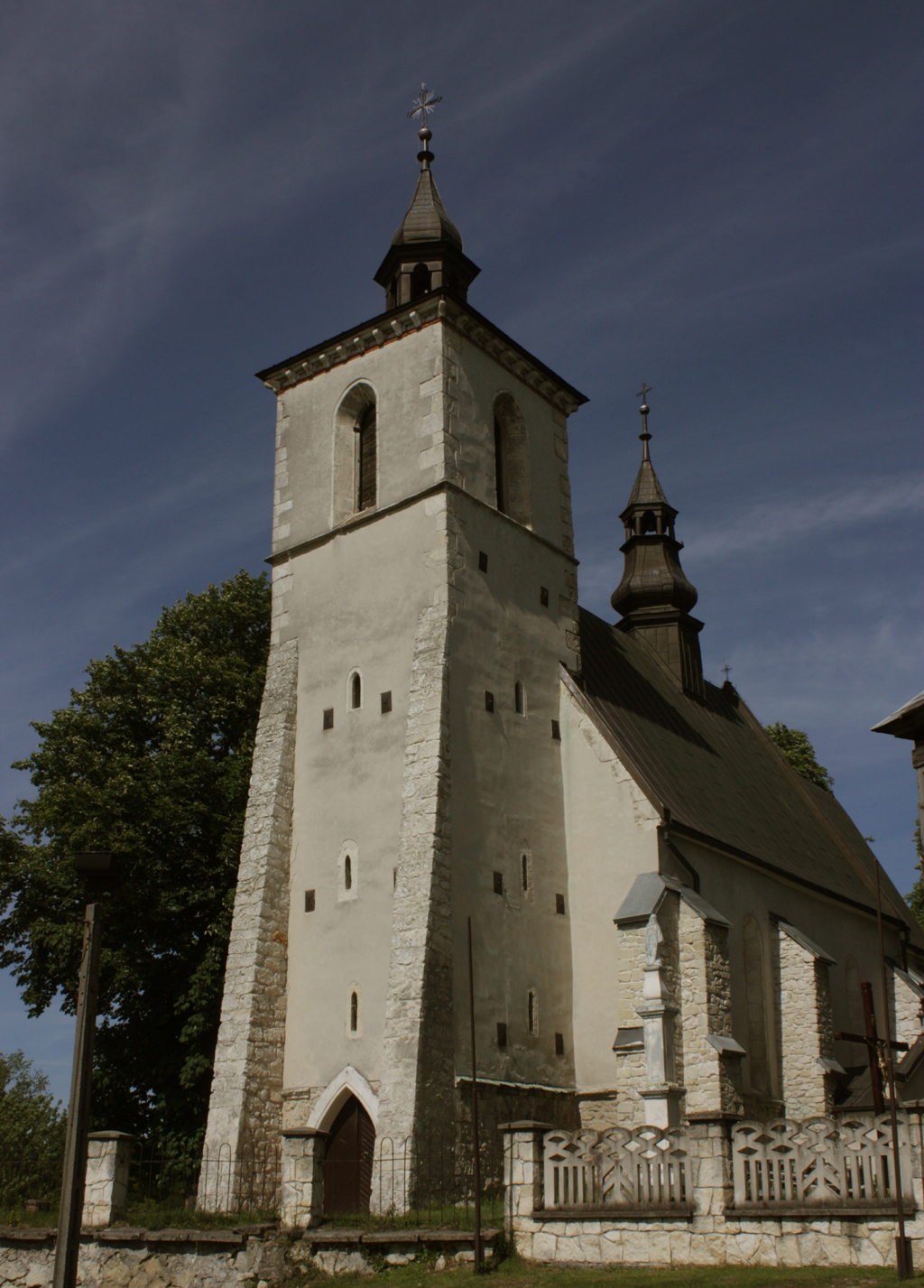
Kerk in Czarnocin

Czarnocin is een dorp in het Poolse woiwodschap Święty Krzyż, in het district Kazimierski. De plaats maakt deel uit van de gemeente Czarnocin en telt ca. 470 inwoners.